# Catespa corallipes
Catespa corallipes är en insektsart som beskrevs av Sjöstedt 1921. Catespa corallipes ingår i släktet Catespa och familjen gräshoppor. Inga underarter finns listade i Catalogue of Life.